# Лебесбю
Лебесбю (норв. Lebesby), Даввесиида (сев.‑саам. Davvesiida) — коммуна в губернии Финнмарк в Норвегии. Административный центр коммуны — город Хьёллефьорд. Официальный язык коммуны — букмол. Население коммуны на 2007 год составляло 1304 чел. Площадь коммуны Лебесбю — 3458,26 км², код-идентификатор — 2022.

## История населения коммуны
Население коммуны за последние 60 лет.

Статистика коммуны Лебесбю